# Liste der olympischen Medaillengewinner aus Italien/A–C
Bislang errangen italienische Sportler insgesamt 799 olympische Medaillen (271 × Gold, 244 × Silber und 284 × Bronze).
Zurück zur Liste der olympischen Medaillengewinner aus Italien
- Liste der olympischen Medaillengewinner aus Italien/D–L
- Liste der olympischen Medaillengewinner aus Italien/M–P
- Liste der olympischen Medaillengewinner aus Italien/Q–Z

## Medaillengewinner

### A
- Silvano Abbà – Moderner Fünfkampf (0-0-1)
Berlin 1936: Bronze, Einzel Männer
- Agostino Abbagnale – Rudern (3-0-0)
Seoul 1988: Gold, Doppelvierer Männer
Atlanta 1996: Gold, Doppelzweier Männer
Sydney 2000: Gold, Doppelvierer Männer
- Carmine Abbagnale – Rudern (2-1-0)
Los Angeles 1984: Gold, Zweier mit Steuermann
Seoul 1988: Gold, Zweier mit Steuermann
Barcelona 1992: Silber, Zweier mit Steuermann
- Giovanni Abagnale – Rudern (0-0-1)
Rio de Janeiro 2016: Bronze, Zweier ohne Steuermann
- Giuseppe Abbagnale – Rudern (2-1-0)
Los Angeles 1984: Gold, Zweier mit Steuermann
Seoul 1988: Gold, Zweier mit Steuermann
Barcelona 1992: Silber, Zweier mit Steuermann
- Luca Agamennoni – Rudern (0-1-1)
Athen 2004: Bronze, Vierer ohne Steuermann
Peking 2008: Silber, Doppelvierer Männer
- Federico Agliardi – Fußball (0-0-1)
Athen 2004: Bronze, Männer
- Carlo Agostoni – Fechten (1-2-1)
Amsterdam 1928: Gold, Degen Team Männer
Los Angeles 1932: Silber, Degen Team Männer
Los Angeles 1932: Bronze, Degen Einzel Männer
Berlin 1948: Silber, Degen Team Männer
- Matteo Aicardi – Wasserball (0-1-1)
London 2012: Silber, Männer
Rio de Janeiro 2016: Bronze, Männer
- Rosaria Aiello – Wasserball (0-1-0)
Rio de Janeiro 2016: Silber, Frauen
- Fabio Albarelli – Segeln (0-0-1)
Mexiko-Stadt 1968: Bronze, Finn-Dinghy
- Marco Albarello – Skilanglauf (1-3-1)
Albertville 1992: Silber, 10 km klassisch Männer
Albertville 1992: Silber, 4 × 10-km-Staffel Männer
Lillehammer 1994: Gold, 4 × 10-km-Staffel Männer
Lillehammer 1994: Bronze, 10 km klassisch Männer
Nagano 1998: Silber, 4 × 10-km-Staffel Männer
- Alberto Alberani – Wasserball (0-1-0)
Montreal 1976: Silber, Männer
- Abramo Albini – Rudern (0-0-1)
Mexiko-Stadt 1968: Bronze, Vierer ohne Steuermann
- Simone Alessio – Taekwondo (0-0-1)
Paris 2024: Bronze, Mittelgewicht Männer
- Antonio Allocchio – Fechten (1-0-0)
Antwerpen 1920: Gold, Degen Team Männer
- Carmela Allucci – Wasserball (1-0-0)
Athen 2004: Gold, Frauen
- Fernando Altimani – Leichtathletik (0-0-1)
Stockholm 1912: Bronze, 10.000 m Gehen Männer
- Renzo Alverà – Bob (0-2-0)
Cortina d’Ampezzo 1956: Silber, Zweierbob Männer
Cortina d’Ampezzo 1956: Silber, Viererbob Männer
- Alessandro Alvisi – Reiten (0-0-2)
Antwerpen 1920: Bronze, Springreiten Team
Paris 1924: Bronze, Vielseitigkeit Team
- Catello Amarante – Rudern (0-0-1)
Athen 2004: Bronze, Leichtgewichts-Vierer ohne Steuermann
- Amedeo Ambron – Wasserball (1-0-0)
Rom 1960: Gold, Männer
- Bianca Ambrosetti – Turnen (0-1-0)
Amsterdam 1928: Silber, Teammehrkampf Frauen
- Ernesto Ambrosini – Leichtathletik (0-0-1)
Antwerpen 1920: Bronze, 3000 m Hindernis Männer
- Marco Amelia – Fußball (0-0-1)
Athen 2004: Bronze, Männer
- Salvatore Amitrano – Rudern (0-0-1)
Athen 2004: Bronze, Leichtgewichts-Vierer ohne Steuermann
- Flavio Anastasia – Radsport (0-1-0)
Barcelona 1992: Silber, Teamzeitfahren Männer
- Alessandro Andrei – Leichtathletik (1-0-0)
Los Angeles 1984: Gold, Kugelstoßen Männer
- Angela Andreoli – Turnen (0-1-0)
Paris 2024: Silber, Teammehrkampf Frauen
- Arnaldo Andreoli – Turnen (1-0-0)
Antwerpen 1920: Gold, Teammehrkampf Männer
- Severino Andreoli – Radsport (0-1-0)
Tokio 1964: Silber, Teamzeitfahren Männer
- Matteo Anesi – Eisschnelllauf (1-0-0)
Turin 2006: Gold, Teamverfolgung Männer
- Alberto Angelini – Wasserball (0-0-1)
Atlanta 1996: Bronze, Männer
- Paolo Angioni – Reiten (1-0-0)
Tokio 1964: Gold, Vielseitigkeit Team
- Giorgio Anglesio – Fechten (1-0-0)
Melbourne 1956: Gold, Degen Team Männer
- Pietro Annoni – Rudern (0-1-0)
Antwerpen 1920: Silber, Doppelzweier Männer
- Renato Anselmi – Fechten (1-2-0)
Paris 1924: Gold, Säbel Team Männer
Amsterdam 1928: Silber, Säbel Team Männer
Los Angeles 1932: Silber, Säbel Team Männer
- Salvatore Antibo – Leichtathletik (0-1-0)
Seoul 1988: Silber, 10.000 m Männer
- Michele Antonioli – Shorttrack (0-1-0)
Salt Lake City 2002: Silber, 5000 m Staffel Männer
- Oleg Antonov – Volleyball (0-1-0)
Rio de Janeiro 2016: Silber, Männer
- Ekaterina Antropova – Volleyball (1-0-0)
Paris 2024: Gold, Frauen
- Alexandra Araujo – Wasserball (1-0-0)
- Alberto Aquilani – Fußball (0-0-1)
Athen 2004: Männer
Athen 2004: Gold, Frauen
- Angelo Arcidiacono – Fechten (1-1-0)
Montreal 1976: Silber, Säbel Team Männer
Los Angeles 1984: Gold, Säbel Team Männer
- Gildo Arena – Wasserball (1-0-1)
London 1948: Gold, Männer
Helsinki 1952: Bronze, Männer
- Alessandro Argenton – Reiten (0-1-0)
München 1972: Silber, Vielseitigkeit Einzel
- Luigi Arienti – Radsport (1-0-0)
Rom 1960: Gold, 4000 m Teamverfolgung Männer
- Mario Armano – Bob (1-0-0)
Grenoble 1968: Gold, Viererbob Männer
- Valerio Arri – Leichtathletik (0-0-1)
Antwerpen 1920: Bronze, Marathon Männer
- Carlo Asinari – Reiten (0-0-1)
Antwerpen 1920: Bronze, Springreiten Team
- Valerio Aspromonte – Fechten (1-0-0)
London 2012: Gold, Florett Team Männer
- Francesco Attolico – Wasserball (1-0-1)
Barcelona 1992: Gold, Männer
Atlanta 1996: Bronze, Männer
- Fernando Atzori – Boxen (1-0-0)
Tokio 1964: Gold, Fliegengewicht Männer
- Aldo Aureggi – Fechten (0-1-0)
Rom 1960: Silber, Florett Team Männer
- Walter Außendorfer – Rodeln (0-0-1)
Innsbruck 1964: Bronze, Zweisitzer Männer
- Gianni Averaimo – Wasserball (1-0-0)
Barcelona 1992: Gold, Männer
- Giorgio Avola – Fechten (1-0-0)
London 2012: Gold, Florett Team Männer

### B
- Diana Bacosi – Schießen (2-1-0)
Rio de Janeiro 2016: Gold, Skeet Frauen
Tokio 2020: Silber, Skeet Frauen
Paris 2024: Gold, Skeet Mixed
- Antonio Bailetti – Radsport (1-0-0)
Rom 1960: Gold, Teamzeitfahren Männer
- Fulvio Balatti – Rudern (0-0-1)
Rom 1960: Bronze, Vierer mit Steuermann
- Baldo Baldi – Fechten (2-0-0)
Antwerpen 1920: Gold, Säbel Team Männer
Antwerpen 1920: Gold, Florett Team Männer
- Ubaldesco Baldi – Schießen (0-0-1)
Montreal 1976: Bronze, Trap Männer
- Andrea Baldini – Fechten (1-0-0)
London 2012: Gold, Florett Team Männer
- Ercole Baldini – Radsport (1-0-0)
Melbourne 1956: Gold, Straßenrennen Männer
- Stefano Baldini – Leichtathletik (1-0-0)
Athen 2004: Gold, Marathon Männer
- Giuseppe Baldo – Fußball (1-0-0)
Berlin 1936: Gold, Männer
- Mario Balleri – Rudern (0-1-0)
Los Angeles 1932: Silber, Achter Männer
- Adolfo Baloncieri – Fußball (0-0-1)
Amsterdam 1928: Bronze, Männer
- Guido Balzarini – Fechten (1-0-0)
Paris 1924: Gold, Säbel Team Männer
- Giorgio Bambini – Boxen (0-0-1)
Mexiko-Stadt 1968: Bronze, Schwergewicht Männer
- Elvio Banchero – Fußball (0-0-1)
Amsterdam 1928: Bronze, Männer
- Spartaco Bandinelli – Boxen (0-1-0)
London 1948: Silber, Fliegengewicht Männer
- Caterina Banti – Segeln (2-0-0)
Tokio 2020: Gold, Nacra 17 Mixed
Paris 2024: Gold, Nacra 17 Mixed
- Silvio Baracchini – Wasserball (0-1-0)
Montreal 1976: Silber, Männer
- Tullio Baraglia – Rudern (0-1-1)
Rom 1960: Silber, Vierer ohne Steuermann
Mexiko-Stadt 1968: Bronze, Vierer ohne Steuermann
- Primo Baran – Rudern (1-0-0)
Mexiko-Stadt 1968: Gold, Zweier mit Steuermann
- Renato Barbieri – Rudern (0-1-0)
Los Angeles 1932: Silber, Achter Männer
- Danio Bardi – Wasserball (1-0-0)
Rom 1960: Gold, Männer
- Dino Barsotti – Rudern (0-2-0)
Los Angeles 1932: Silber, Achter Männer
Berlin 1936: Silber, Achter Männer
- Marcello Bartalini – Radsport (1-0-0)
Los Angeles 1984: Gold, Teamzeitfahren Männer
- Enzo Bartolini – Rudern (0-1-0)
Berlin 1936: Silber, Achter Männer
- Andrea Barzagli – Fußball (0-0-1)
Athen 2004: Männer
- Silvano Basagni – Schießen (0-0-1)
München 1972: Bronze, Trap Männer
- Gianluca Basile – Basketball (0-1-0)
Athen 2004: Silber, Männer
- Giulio Basletta – Fechten (1-0-1)
Paris 1924: Bronze, Degen Team Männer
Amsterdam 1928: Gold, Degen Team Männer
- Fabio Basile – Judo (1-0-0)
Rio de Janeiro 2016: Gold, Halbleichtgewicht Männer
- Martina Batini – Fechten (0-0-1)
Tokio 2020: Bronze, Florett Team Frauen
- Roberto Battaglia – Fechten (1-0-0)
Helsinki 1952: Gold, Degen Team Männer
- Stefano Battistelli – Schwimmen (0-0-2)
Seoul 1988: Bronze, 400 m Lagen Männer
Barcelona 1992: Bronze, 200 m Rücken Männer
- Romano Battisti – Rudern (0-1-0)
London 2012: Silber, Doppelzweier Männer
- Nadia Battocletti – Leichtathletik (0-1-0)
Paris 2024: Silber, 10.000 m Frauen
- Luigi Beccali – Leichtathletik (1-0-1)
Los Angeles 1932: Gold, 1500 m Männer
Berlin 1936: Bronze, 1500 m Männer
- Giuseppe Beghetto – Radsport (1-0-0)
Rom 1960: Gold, Tandem Männer
- Alice Bellandi – Judo (1-0-0)
Paris 2024: Gold, Halbschwergewicht Frauen
- Delfo Bellini – Fußball (0-0-1)
Amsterdam 1928: Bronze, Männer
- Stefano Bellone – Fechten (0-0-1)
Los Angeles 1984: Bronze, Degen Team Männer
- Ettore Bellotto – Turnen (1-0-0)
Antwerpen 1920: Gold, Teammehrkampf Männer
- Sandro Bellucci – Leichtathletik (0-0-1)
Los Angeles 1984: Bronze, 50 km Gehen Männer
- Antonella Bellutti – Radsport (2-0-0)
Atlanta 1996: Gold, 3000 m Einzelverfolgung Frauen
Sydney 2000: Gold, Punktefahren Frauen
- Stefania Belmondo – Skilanglauf (2-3-5)
Albertville 1992: Gold, 30 km Freistil Frauen
Albertville 1992: Silber, 10 km Verfolgung Frauen
Albertville 1992: Bronze, 4 × 5-km-Staffel Frauen
Lillehammer 1994: Bronze, 10 km Verfolgung Frauen
Lillehammer 1994: Bronze, 4 × 5-km-Staffel Frauen
Nagano 1998: Silber, 30 km Freistil Frauen
Nagano 1998: Bronze, 4 × 5-km-Staffel Frauen
Salt Lake City 2002: Gold, 15 km Freistil Frauen
Salt Lake City 2002: Silber, 30 km klassisch Frauen
Salt Lake City 2002: Bronze, 10 km klassisch Frauen
- Fabio Bencivenga – Wasserball (0-0-1)
Atlanta 1996: Bronze, Männer
- Andrea Benelli – Schießen (1-0-1)
Atlanta 1996: Bronze, Skeet Männer
Athen 2004: Gold, Skeet Männer
- Arnaldo Benfenati – Radsport (0-1-0)
London 1948: Silber, 4000 m Teamverfolgung Männer
- Nino Benvenuti – Boxen (1-0-0)
Rom 1960: Gold, Weltergewicht Männer
- Emanuele Beraudo di Pralormo – Reiten (0-0-1)
Paris 1924: Bronze, Vielseitigkeit Team
- Giancarlo Bergamini – Fechten (1-2-0)
Helsinki 1952: Silber, Florett Team Männer
Melbourne 1956: Gold, Florett Team Männer
Melbourne 1956: Silber, Florett Einzel Männer
- Almiro Bergamo – Rudern (0-1-0)
Berlin 1936: Silber, Zweier mit Steuermann
- Guido Bernardi – Radsport (0-1-0)
London 1948: Silber, 4000 m Teamverfolgung Männer
- Lorenzo Bernardi – Volleyball (0-1-0)
Atlanta 1996: Silber, Männer
- Fulvio Bernardini – Fußball (0-0-1)
Amsterdam 1928: Bronze, Männer
- Enrico Berrè – Fechten (0-1-0)
Tokio 2020: Silber, Säbel Team Männer
- Livio Berruti – Leichtathletik (1-0-0)
Rom 1960: Gold, 200 m Männer
- Franco Bertinetti – Fechten (2-0-0)
Helsinki 1952: Gold, Degen Team Männer
Melbourne 1956: Gold, Degen Team Männer
- Marcello Bertinetti – Fechten (2-1-1)
London 1908: Silber, Säbel Team Männer
Paris 1924: Gold, Säbel Team Männer
Paris 1924: Bronze, Degen Team Männer
Amsterdam 1928: Gold, Degen Team Männer
- Lorenzo Bertini – Rudern (0-0-1)
Athen 2004: Bronze, Leichtgewichts-Vierer ohne Steuermann
- Romeo Bertini – Leichtathletik (0-1-0)
Paris 1924: Silber, Marathon Männer
- Silvano Bertini – Boxen (0-0-1)
Tokio 1964: Bronze, Weltergewicht Männer
- Franco Bertoli – Volleyball (0-0-1)
Los Angeles 1984: Bronze, Männer
- Sergio Bertoni – Fußball (1-0-0)
Berlin 1936: Gold, Männer
- Paolo Bettini – Radsport (1-0-0)
Athen 2004: Gold, Straßenrennen Männer
- Carlo Biagi – Fußball (1-0-0)
Berlin 1936: Gold, Männer
- Diana Bianchedi – Fechten (2-0-0)
Barcelona 1992: Gold, Florett Team Frauen
Sydney 2000: Gold, Florett Team Frauen
- Sergio Bianchetto – Radsport (2-1-0)
Rom 1960: Gold, Tandem Männer
Tokio 1964: Gold, Tandem Männer
Tokio 1964: Silber, Sprint Männer
- Bianco Bianchi – Radsport (0-1-0)
Berlin 1936: Silber, 4000 m Teamverfolgung Männer
- Bruno Bianchi – Segeln (1-0-0)
Berlin 1936: Gold, 8-Meter-Klasse
- Guillaume Bianchi – Fechten (0-1-0)
Paris 2024: Silber, Florett Team Männer
- Pietro Bianchi – Turnen (2-0-0)
Stockholm 1912: Gold, Teammehrkampf Männer
Antwerpen 1920: Gold, Teammehrkampf Männer
- Pietro Bianchi – Gewichtheben (0-1-0)
Antwerpen 1920: Silber, Mittelgewicht Männer
- Rolando Bianchi – Fußball (0-0-1)
Athen 2004: Männer
- Roberta Bianconi – Wasserball (0-1-0)
Rio de Janeiro 2016: Silber, Frauen
- Nino Bibbia – Skeleton (1-0-0)
St. Moritz 1948: Gold, Männer
- Bino Bini – Fechten (1-1-1)
Paris 1924: Gold, Säbel Team Männer
Amsterdam 1928: Silber, Säbel Team Männer
Amsterdam 1928: Bronze, Säbel Einzel Männer
- Emanuele Birarelli – Volleyball (0-1-0)
Rio de Janeiro 2016: Silber, Männer
- Matteo Bisiani – Bogenschießen (0-1-1)
Atlanta 1996: Bronze, Team Männer
Sydney 2000: Silber, Team Männer
- Elisa Blanchi – Rhythmische Sportgymnastik (0-1-1)
Athen 2004: Silber, Gruppe
London 2012: Bronze, Gruppe
- Lucilla Boari – Bogenschießen (0-0-1)
Tokio 2020: Bronze, Einzel Frauen
- Giorgio Bocchino – Fechten (1-0-1)
Berlin 1936: Gold, Florett Team Männer
Berlin 1936: Bronze, Florett Einzel Männer
- Michaël Bodegas – Wasserball (0-0-1)
Rio de Janeiro 2016: Bronze, Männer
- Giuseppe Bognanni – Ringen (0-0-1)
München 1972: Bronze, Fliegengewicht griechisch-römisch Männer
- Aureliano Bolognesi – Boxen (1-0-0)
Helsinki 1952: Gold, Leichtgewicht Männer
- Roberto Bomprezzi – Moderner Fünfkampf (0-0-1)
Barcelona 1992: Bronze, Team Männer
- Umberto Bonadè – Rudern (0-0-1)
Amsterdam 1928: Bronze, Vierer ohne Steuermann
- Romano Bonagura – Bob (0-1-0)
Innsbruck 1964: Silber, Zweierbob Männer
- Marco Bonamico – Basketball (0-1-0)
Moskau 1980: Silber, Männer
- Fernando Bonatti – Turnen (1-0-0)
Antwerpen 1920: Gold, Teammehrkampf Männer
- Daniele Bonera – Fußball (0-0-1)
Athen 2004: Männer
- Bruno Boni – Rudern (0-0-1)
London 1948: Bronze, Zweier ohne Steuermann
- Guido Boni – Turnen (1-0-0)
Stockholm 1912: Gold, Teammehrkampf Männer
- Gianni Bonichon – Bob (0-1-0)
Sapporo 1972: Silber, Viererbob Männer
- Omero Bonoli – Turnen (0-1-0)
Los Angeles 1932: Silber, Seitpferd Männer
- Beniamino Bonomi – Kanu (1-3-0)
Atlanta 1996: Silber, Einer-Kajak 1000 m Männer
Atlanta 1996: Silber, Zweier-Kajak 500 m Männer
Sydney 2000: Gold, Zweier-Kajak 1000 m Männer
Athen 2004: Silber, Zweier-Kajak 1000 m Männer
- Giorgia Bordignon – Gewichtheben (0-1-0)
Tokio 2020: Silber, Mittelgewicht Frauen
- Gelindo Bordin – Leichtathletik (1-0-0)
Seoul 1988: Gold, Marathon Männer
- Andrea Borella – Fechten (1-0-0)
Los Angeles 1984: Gold, Florett Team Männer
- Elisa Longo Borghini – Radsport (0-0-1)
Rio de Janeiro 2016: Bronze, Straßenrennen Frauen
- Nino Borsari – Radsport (1-0-0)
Los Angeles 1932: Gold, 4000 m Teamverfolgung Männer
- Francesca Bortolozzi – Fechten (2-1-0)
Seoul 1988: Silber, Florett Team Frauen
Barcelona 1992: Gold, Florett Team Frauen
Atlanta 1996: Gold, Florett Team Frauen
- Renato Bosatta – Rudern (0-2-1)
Rom 1960: Silber, Vierer ohne Steuermann
Tokio 1964: Silber, Vierer mit Steuermann
Mexiko-Stadt 1968: Bronze, Vierer ohne Steuermann
- Caterina Bosetti – Volleyball (1-0-0)
Paris 2024: Gold, Frauen
- Lorenzo Bosisio – Radsport (0-0-1)
Mexiko-Stadt 1968: Bronze, 4000 m Teamverfolgung Männer
- Carmelo Bossi – Boxen (0-1-0)
Rom 1960: Silber, Halbmittelgewicht Männer
- Silvia Bosurgi – Wasserball (1-0-0)
Athen 2004: Gold, Frauen
- Viviana Bottaro – Karate (0-0-1)
Tokio 2020: Bronze, Kata Frauen
- Filippo Bottino – Gewichtheben (1-0-0)
Antwerpen 1920: Gold, Schwergewicht Männer
- Alessandro Bovo – Wasserball (1-0-1)
Barcelona 1992: Gold, Männer
Atlanta 1996: Bronze, Männer
- Cesare Bovo – Fußball (0-0-1)
Athen 2004: Männer
- Vigor Bovolenta – Volleyball (0-1-0)
Atlanta 1996: Silber, Männer
- Tullio Bozza – Fechten (1-0-0)
Antwerpen 1920: Gold, Degen Team Männer
- Giacomo Bozzano – Boxen (0-0-1)
Melbourne 1956: Bronze, Schwergewicht Männer
- Marco Bracci – Volleyball (0-1-1)
Atlanta 1996: Silber, Männer
Sydney 2000: Bronze, Männer
- Renato Bracci – Rudern (0-1-0)
Los Angeles 1932: Silber, Achter Männer
- Alberto Braglia – Turnen (3-0-0)
London 1908: Gold, Einzelmehrkampf Männer
Stockholm 1912: Gold, Einzelmehrkampf Männer
Stockholm 1912: Gold, Teammehrkampf Männer
- Giovanni Bramucci – Radsport (0-0-1)
Mexiko-Stadt 1968: Bronze, Teamzeitfahren Männer
- Giovanni Battista Breda – Fechten (0-1-0)
Tokio 1964: Silber, Degen Team Männer
- Emiliano Brembilla – Schwimmen (0-0-1)
Athen 2004: Bronze, 4 × 200-m-Freistilstaffel Männer
- Federica Brignone – Ski Alpin (0-1-2)
Pyeongchang 2018: Bronze, Riesenslalom Frauen
Peking 2022: Silber, Riesenslalom Frauen
Peking 2022: Bronze, Kombination Frauen
- Kurt Brugger – Rodeln (1-0-0)
Lillehammer 1994: Gold, Zweisitzer Männer
- Ivano Brugnetti – Leichtathletik (1-0-0)
Athen 2004: Gold, 20 km Gehen Männer
- Roberto Brunamonti – Basketball (0-1-0)
Moskau 1980: Silber, Männer
- Roberta Brunet – Leichtathletik (0-0-1)
Atlanta 1996: Bronze, 5000 m Frauen
- Dino Bruni – Radsport (0-1-0)
Helsinki 1952: Silber, Teamfahren Männer
- Karl Brunner – Rodeln (0-1-0)
Lake Placid 1980: Silber, Doppelsitzer Männer
- Rachele Bruni – Schwimmen (0-1-0)
Rio de Janeiro 2016: Silber, 10 km Freiwasser Frauen
- Luciano Bruno – Boxen (0-0-1)
Los Angeles 1984: Bronze, Weltergewicht Männer
- Giancarlo Brusati – Fechten (1-0-0)
Berlin 1936: Gold, Degen Team Männer
- Enrico Brusoni – Radsport (1-0-0)
Paris 1900: Gold, Punktefahren Männer
- Adelmo Bulgarelli – Ringen (0-0-1)
Melbourne 1956: Bronze, Schwergewicht griechisch-römisch Männer
- Emilio Bulgarelli – Wasserball (1-0-0)
London 1948: Gold, Männer
- Massimo Bulleri – Basketball (0-1-0)
Athen 2004: Silber, Männer
- Pasquale Buonocore – Wasserball (1-0-0)
London 1948: Gold, Männer
- Federico Burdisso – Schwimmen (0-0-2)
Tokio 2020: Bronze, 200 m Schmetterling Männer
Tokio 2020: Bronze, 4 × 100 m Lagen Männer
- Luigi Busà – Karate (1-0-0)
Tokio 2020: Gold, Kumite bis 75 kg Männer
- Simone Buti – Volleyball (0-1-0)
Rio de Janeiro 2016: Silber, Männer

### C
- Paola Cacchi Pigni – Leichtathletik (0-0-1)
München 1972: Bronze, 1500 m Frauen
- Giulio Cacciandra – Reiten (0-1-1)
Antwerpen 1920: Silber, Vielseitigkeit Team
Antwerpen 1920: Bronze, Springreiten Team
- Ettore Caffaratti – Reiten (0-1-2)
Antwerpen 1920: Silber, Vielseitigkeit Team
Antwerpen 1920: Bronze, Vielseitigkeit Einzel
Antwerpen 1920: Bronze, Springreiten Team
- Franco Cagnotto – Wasserspringen (0-2-2)
München 1972: Silber, Kunstspringen Männer
München 1972: Bronze, Turmspringen Männer
Montreal 1976: Silber, Kunstspringen Männer
Moskau 1980: Bronze, Kunstspringen Männer
- Tania Cagnotto – Wasserspringen (0-1-1)
Rio de Janeiro 2016: Bronze, Kunstspringen 3 m Frauen
Rio de Janeiro 2016: Silber, Synchronspringen 3 m Frauen
- Chiara Cainero – Schießen (1-1-0)
Peking 2008: Gold, Skeet Frauen
Rio de Janeiro 2016: Silber, Skeet Frauen
- Giovanni Calabrese – Rudern (0-0-1)
Sydney 2000: Bronze, Doppelzweier Männer
- Giampaolo Calanchini – Fechten (0-1-1)
Rom 1960: Bronze, Säbel Team Männer
Tokio 1964: Silber, Säbel Team Männer
- Wladimiro Calarese – Fechten (0-2-2)
Rom 1960: Bronze, Säbel Einzel Männer
Rom 1960: Bronze, Säbel Team Männer
Tokio 1964: Silber, Säbel Team Männer
Mexiko-Stadt 1968: Silber, Säbel Team Männer
- Attilio Calatroni – Fechten (0-1-0)
Montreal 1976: Silber, Florett Team Männer
- Alessandro Calcaterra – Wasserball (0-0-1)
Atlanta 1996: Bronze, Männer
- Roberto Calcaterra – Wasserball (0-0-1)
Atlanta 1996: Bronze, Männer
- Gianni Caldana – Leichtathletik (0-1-0)
Berlin 1936: Silber, 4 × 100-m-Staffel Männer
- Paolo Caldarella – Wasserball (1-0-0)
Barcelona 1992: Gold, Männer
- Novella Calligaris – Schwimmen (0-1-2)
München 1972: Silber, 400 m Freistil Frauen
München 1972: Bronze, 800 m Freistil Frauen
München 1972: Bronze, 400 m Lagen Frauen
- Umberto Caligaris – Fußball (0-0-1)
Amsterdam 1928: Bronze, Männer
- Irene Camber – Fechten (1-0-1)
Helsinki 1952: Gold, Florett-Einzel Frauen
Rom 1960: Bronze, Florett Team Frauen
- Carlotta Cambi – Volleyball (1-0-0)
Paris 2024: Gold, Frauen
- Luigi Cambiaso – Turnen (2-0-0)
Antwerpen 1920: Gold, Teammehrkampf Männer
Paris 1924: Gold, Teammehrkampf Männer
- Roberto Cammarelle – Boxen (1-1-1)
Athen 2004: Bronze, Superschwergewicht Männer
Peking 2008: Gold, Superschwergewicht Männer
London 2012: Silber, Superschwergewicht Männer
- Alessandro Campagna – Wasserball (1-0-0)
Barcelona 1992: Gold, Männer
- Loris Campana – Radsport (1-0-0)
Helsinki 1952: Gold, 4000 m Teamverfolgung Männer
- Niccolò Campriani – Schießen (3-1-0)
London 2012: Gold, Kleinkaliber-Dreistellungskampf Männer
London 2012: Silber, Luftgewehr 10 m Männer
Rio de Janeiro 2016: Gold, Kleinkaliber-Dreistellungskampf Männer
Rio de Janeiro 2016: Gold, Luftgewehr Männer
- Giovanni Canova – Fechten (1-0-1)
Antwerpen 1920: Gold, Degen Team Männer
Paris 1924: Bronze, Degen Team Männer
- Luca Cantagalli – Volleyball (0-1-0)
Atlanta 1996: Silber, Männer
- Luigi Cantone – Fechten (1-1-0)
London 1948: Gold, Degen Einzel Männer
London 1948: Silber, Degen Team Männer
- Federico Cappellazzo – Schwimmen (0-0-1)
Athen 2004: Bronze, 4 × 200-m-Freistilstaffel Männer
- Giulio Cappelli – Fußball (1-0-0)
Berlin 1936: Gold, Männer
- Sergio Caprari – Boxen (0-1-0)
Helsinki 1952: Silber, Federgewicht Männer
- Marta Capurso – Shorttrack (0-0-1)
Turin 2006: Bronze, 3000 m Staffel Frauen
- Oreste Capuzzo – Turnen (1-0-0)
Los Angeles 1932: Gold, Teammehrkampf Männer
- Lorenzo Carboncini – Rudern (0-1-0)
Sydney 2000: Silber, Vierer ohne Steuermann
- Arnaldo Carli – Radsport (1-0-0)
Antwerpen 1920: Gold, 4000 m Teamverfolgung Männer
- Giovanni Carminucci – Turnen (0-1-1)
Rom 1960: Silber, Barren Männer
Rom 1960: Bronze, Teammehrkampf Männer
- Pasquale Carminucci – Turnen (0-0-1)
Rom 1960: Bronze, Teammehrkampf Männer
- Maurizio Carnino – Shorttrack (1-1-0)
Lillehammer 1994: Gold, 5000 m Staffel Männer
Salt Lake City 2002: Silber, 5000 m Staffel Männer
- Luigi Carpaneda – Fechten (1-1-0)
Melbourne 1956: Gold, Florett Team Männer
Rom 1960: Silber, Florett Team Männer
- Pieralberto Carrara – Biathlon (0-1-0)
Nagano 1998: Silber, 20 km Einzel Männer
- Stefano Carozzo – Fechten (0-0-1)
Peking 2008: Bronze, Degen Team Männer
- Fabio Carta – Shorttrack (0-1-0)
Salt Lake City 2002: Silber, 5000 m Staffel Männer
- Anna Casagrande – Reiten (0-1-0)
Moskau 1980: Silber, Vielseitigkeit Team
- Gabriele Casadei – Kanu (0-1-0)
Paris 2024: Silber, Zweier-Canadier 500 m Männer
- Fabio Casartelli – Radsport (1-0-0)
Barcelona 1992: Gold, Straßenrennen Männer
- Raffaello Caserta – Fechten (0-0-1)
Atlanta 1996: Bronze, Säbel Team Männer
- Andrea Cassarà – Fechten (2-0-1)
Athen 2004: Gold, Florett Team Männer
Athen 2004: Bronze, Florett Einzel Männer
London 2012: Gold, Florett Team Männer
- Igor Cassina – Turnen (1-0-0)
Athen 2004: Gold, Reck Männer
- Luigi Castagnola – Wasserball (0-1-0)
Montreal 1976: Silber, Männer
- Andrea Cassinelli – Shorttrack (0-1-1)
Peking 2022: Silber, 2000 m Mixed-Staffel
Peking 2022: Bronze, 5000 m Staffel Männer
- Matteo Castaldo – Rudern (0-0-2)
Rio de Janeiro 2016: Bronze, Vierer ohne Steuermann
Tokio 2020: Bronze, Vierer ohne Steuermann
- Giuseppe Castelli – Leichtathletik (0-0-1)
Los Angeles 1932: Bronze, 4 × 100-m-Staffel Männer
- Romolo Catasta – Rudern (0-0-1)
London 1948: Bronze, Einer Männer
- Antonio Cattalinich – Rudern (0-0-1)
Paris 1924: Bronze, Achter Männer
- Francesco Cattalinich – Rudern (0-0-1)
Paris 1924: Bronze, Achter Männer
- Simeone Cattalinich – Rudern (0-0-1)
Paris 1924: Bronze, Achter Männer
- Carlo Cavagnoli – Boxen (0-0-1)
Amsterdam 1928: Bronze, Fliegengewicht Männer
- Massimo Cavaliere – Fechten (0-0-1)
Seoul 1988: Bronze, Säbel Team Männer
- Franco Cavallo – Segeln (0-0-1)
Mexiko-Stadt 1968: Bronze, Star
- Daniela Ceccarelli – Ski Alpin (1-0-0)
Salt Lake City 2002: Gold, Super-G Frauen
- Lucio Ceccarini – Wasserball (0-0-1)
Helsinki 1952: Bronze, Männer
- Sante Ceccherini – Fechten (0-1-0)
London 1908: Silber, Säbel Team Männer
- Thomas Ceccon – Schwimmen (1-1-2)
Tokio 2020: Silber, 4 × 100 m Freistil Männer
Tokio 2020: Bronze, 4 × 100 m Lagen Männer
Paris 2024: Gold, 100 m Rücken Männer
Paris 2024: Bronze, 4 × 100 m Freistil Männer
- Martina Centofanti – Rhythmische Sportgymnastik (0-0-2)
Tokio 2020: Bronze, Gruppe
Paris 2024: Bronze, Gruppe
- Maria Centracchio – Judo (0-0-1)
Tokio 2020: Bronze, Halbmittelgewicht Frauen
- Simone Cercato – Schwimmen (0-0-1)
Athen 2004: Bronze, 4 × 200-m-Freistilstaffel Männer
- Stefano Cerioni – Fechten (2-0-1)
Los Angeles 1984: Gold, Florett Team Männer
Los Angeles 1984: Bronze, Florett Einzel Männer
Seoul 1988: Gold, Florett Einzel Männer
- Matej Černič – Volleyball (0-1-0)
Athen 2004: Silber, Männer
- Velleda Cesari – Fechten (0-0-1)
Rom 1960: Bronze, Florett Team Frauen
- Federica Cesarini – Rudern (1-0-0)
Tokio 2020: Gold, Leichtgewichts-Doppelzweier Frauen
- Mario Checcacci – Rudern (0-1-0)
Berlin 1936: Silber, Achter Männer
- Mauro Checcoli – Reiten (2-0-0)
Tokio 1964: Gold, Vielseitigkeit Einzel
Tokio 1964: Gold, Vielseitigkeit Team
- Frank Chamizo – Ringen (1-0-0)
Rio de Janeiro 2016: Bronze, Freistil Leichtgewicht Männer
- Jury Chechi – Turnen (1-0-1)
Atlanta 1996: Gold, Ringe Männer
Athen 2004: Bronze, Ringe Männer
- Cipriano Chemello – Radsport (0-0-1)
Mexiko-Stadt 1968: Bronze, 4000 m Teamverfolgung Männer
- Giuliana Chenal Minuzzo – Ski Alpin (0-0-2)
Oslo 1952: Bronze, Abfahrt Frauen
Squaw Valley 1960: Bronze, Riesenslalom Frauen
- Roberto Chiacig – Basketball (0-1-0)
Athen 2004: Silber, Männer
- Imelda Chiappa – Radsport (0-1-0)
Atlanta 1996: Silber, Straßenrennen Frauen
- Giorgio Chiavacci – Fechten (1-0-0)
Amsterdam 1928: Gold, Florett Team Männer
- Pierluigi Chicca – Fechten (0-2-1)
Rom 1960: Bronze, Säbel Team Männer
Tokio 1964: Silber, Säbel Team Männer
Mexiko-Stadt 1968: Silber, Säbel Team Männer
- Giorgio Chiellini – Fußball (0-0-1)
Athen 2004: Männer
- Laura Chiesa – Fechten (0-1-0)
Atlanta 1996: Silber, Degen Team Frauen
- Luca Chiumento – Rudern (0-1-0)
Paris 2024: Silber, Doppelvierer Männer
- Alessandro Ciceri – Schießen (0-0-1)
Melbourne 1956: Bronze, Tontaubenschießen Männer
- Antonio Ciciliano – Segeln (0-0-1)
Rom 1960: Bronze, Drachen
- Marco Cimatti – Radsport (1-0-0)
Los Angeles 1932: Gold, 4000 m Teamverfolgung Männer
- Bruno Cipolla – Rudern (1-0-0)
Mexiko-Stadt 1968: Gold, Zweier mit Steuermann
- Vittorio Cioni – Rudern (0-1-0)
Los Angeles 1932: Silber, Achter Männer
- Andrea Cipressa – Fechten (1-0-0)
Los Angeles 1984: Gold, Florett Team Männer
- Erica Cipressa – Fechten (0-0-1)
Tokio 2020: Bronze, Florett Team Frauen
- Alberto Cisolla – Volleyball (0-1-0)
Athen 2004: Silber, Männer
- Anselmo Citterio – Radsport (0-1-0)
London 1948: Silber, 4000 m Teamverfolgung Männer
- Ottavio Cogliati – Radsport (1-0-0)
Rom 1960: Gold, Teamzeitfahren Männer
- Massimo Colaci – Volleyball (0-1-0)
Rio de Janeiro 2016: Silber, Männer
- Giovanni Battista Coletti – Fechten (0-1-0)
Montreal 1976: Silber, Florett Team Männer
- Andrea Collinelli – Radsport (1-0-0)
Atlanta 1996: Gold, 4000 m Einzelverfolgung Männer
- Maria Consolata Collino – Fechten (0-1-0)
Montreal 1976: Silber, Florett Einzel Frauen
- Zeno Colò – Ski Alpin (1-0-0)
Oslo 1952: Gold, Abfahrt Männer
- Bruna Colombetti – Fechten (0-0-1)
Rom 1960: Bronze, Florett Team Frauen
- Luca Colombo – Radsport (0-1-0)
Barcelona 1992: Silber, Teamzeitfahren Männer
- Gianpiero Combi – Fußball (0-0-1)
Amsterdam 1928: Bronze, Männer
- Deborah Compagnoni – Ski Alpin (3-1-0)
Albertville 1992: Gold, Super-G Frauen
Lillehammer 1994: Gold, Riesenslalom Frauen
Nagano 1998: Gold, Riesenslalom Frauen
Nagano 1998: Silber, Slalom Frauen
- Santo Condorelli – Schwimmen (0-1-0)
Tokio 2020: Silber, 4 × 100 m Freistil Männer
- Diego Confalonieri – Fechten (0-0-1)
Peking 2008: Bronze, Degen Team Männer
- Antonella Confortola – Skilanglauf (0-0-1)
Turin 2006: Bronze, 4 × 5-km-Staffel Frauen
- Yuri Confortola – Shorttrack (0-1-1)
Peking 2022: Silber, 2000 m Mixed-Staffel
Peking 2022: Bronze, 5000 m Staffel Männer
- Adolfo Consolini – Leichtathletik (1-1-0)
London 1948: Gold, Diskuswurf Männer
Helsinki 1952: Silber, Diskuswurf Männer
- Chiara Consonni – Radsport (1-0-0)
Paris 2024: Gold, Madison Frauen
- Simone Consonni – Radsport (1-1-1)
Tokio 2020: Gold, Teamverfolgung Männer
Paris 2024: Silber, Madison Männer
Paris 2024: Bronze, Teamverfolgung Männer
- Antonio Conte – Fechten (1-0-0)
Paris 1900: Gold, Säbel für Fechtmeister Männer
- Luigi Contessi – Turnen (1-0-0)
Antwerpen 1920: Gold, Teammehrkampf Männer
- Paolo Conte Bonin – Schwimmen (0-0-1)
Paris 2024: Bronze, 4 × 100 m Freistil Männer
- Francesca Conti – Wasserball (1-0-0)
Athen 2004: Gold, Frauen
- Giacomo Conti – Bob (1-0-0)
Cortina d’Ampezzo 1956: Gold, Zweierbob Männer
- Pier Angelo Conti-Manzini – Rudern (0-0-1)
Mexiko-Stadt 1968: Bronze, Vierer ohne Steuermann
- Gianfranco Contri – Radsport (0-1-0)
Barcelona 1992: Silber, Teamzeitfahren Männer
- Abraham Conyedo – Ringen (0-0-1)
Tokio 2020: Bronze, Freistil Schwergewicht Männer
- Giancarlo Cornaggia-Medici – Fechten (3-1-1)
Amsterdam 1928: Gold, Degen Team Männer
Los Angeles 1932: Gold, Degen Einzel Männer
Los Angeles 1932: Silber, Degen Team Männer
Berlin 1936: Gold, Degen Team Männer
Berlin 1936: Bronze, Degen Einzel Männer
- Alessandro Corona – Rudern (0-0-1)
Barcelona 1992: Bronze, Doppelvierer Männer
- Mirko Corsano – Volleyball (0-0-1)
Sydney 2000: Bronze, Männer
- Antonio Cosentino – Segeln (0-0-1)
Rom 1960: Bronze, Drachen
- Francesco Cossu – Rudern (0-0-1)
Los Angeles 1932: Bronze, Vierer ohne Steuermann
- Stefania Constantini – Curling (1-0-0)
Peking 2022: Gold, Mixed-Doppel
- Tommaso Costantino – Fechten (2-0-0)
Antwerpen 1920: Gold, Florett Team Männer
Antwerpen 1920: Gold, Degen Team Männer
- Carlo Costigliolo – Turnen (1-0-0)
Antwerpen 1920: Gold, Teammehrkampf Männer
- Luigi Costigliolo – Turnen (1-0-0)
Antwerpen 1920: Gold, Teammehrkampf Männer
- Aleksandra Cotti – Wasserball (0-1-0)
Rio de Janeiro 2016: Silber, Frauen
- Alberto Cova – Leichtathletik (1-0-0)
Los Angeles 1984: Gold, 10.000 m Männer
- Paolo Cozzi – Volleyball (0-1-0)
Athen 2004: Silber, Männer
- Pierpaolo Cristofori – Moderner Fünfkampf (1-0-0)
Los Angeles 1984: Gold, Team Männer
- Giuseppe Crivelli – Rudern (0-0-1)
Paris 1924: Bronze, Achter Männer
- Daniele Crosta – Fechten (0-0-1)
Sydney 2000: Bronze, Florett Team Männer
- Giancarlo Crosta – Rudern (0-1-0)
Rom 1960: Silber, Vierer ohne Steuermann
- Vincenzo Cuccia – Fechten (1-0-1)
Paris 1924: Gold, Säbel Team Männer
Paris 1924: Bronze, Degen Team Männer
- Sandro Cuomo – Fechten (1-0-1)
Los Angeles 1984: Bronze, Degen Team Männer
Atlanta 1996: Gold, Degen Team Männer
- Luca Curatoli – Fechten (0-1-0)
Tokio 2020: Silber, Säbel Team Männer
- Mario Curletto – Fechten (0-1-0)
Rom 1960: Silber, Florett Team Männer